# Keith Franke
Keith Franke (New York, 12 september 1954 - Newfoundland en Labrador, 4 juli 1988), beter bekend onder zijn worstelnaam Adrian Adonis, was een Amerikaans professioneel worstelaar.

## Professioneel worstelcarrière (1974–1988)

### American Wrestling Association (AWA)
Keith Franke debuteerde in 1974 onder zijn eigen naam met als manager Fred Atkins. Later veranderde hij zijn ringnaam in "Adrian Adonis".
De in New York geboren Franke vormde een worstelduo (tag team) in de AWA, de American Wrestling Association, samen met de in Californië wonende Jesse Ventura ("The Body"), later ook bekend als acteur en de 38e gouverneur van Minnesota. Ze noemden zichzelf de East-West-Connection, aangezien New York in het oosten van de Verenigde Staten ligt en Californië in het westen.

### World Wrestling Federation (WWF)
Na het verlaten van de AWA verhuisde Franke naar de WWF (World Wrestling Federation), een in die tijd opkomende en later zeer bekende worstelfederatie, die de naam wijzigde in WWE. Franke vormde daar samen met Dick Murdock de North-South-Connection. Op 17 april 1984 werden zij tag team-champions in Hamburg (Pennsylvania).
Daarna ging hij met wisselende managers in zee, onder anderen Jimmy Hart, "The Mouth of the South", en ging verder onder het pseudoniem "Adorable (schattige) Adrian Adonis". Dit kwam onder andere doordat hij zijn haar had gebleekt en hij vrouwenhoeden, rouge, oogschaduw en allerlei vrouwelijke attributen droeg als hij richting de ring liep. Ook zijn manier van lopen en praten deed hij vrouwelijk. Vince McMahon had eigenlijk geen plaats meer voor Franke, maar zocht een "homoseksuele" worstelaar en Franke vervulde die rol om zijn baan als entertainmentworstelaar te behouden. 
Een van zijn bekendste overwinningen is die op Uncle Elmer bij het evenement WrestleMania 2 uit 1986. Uncle Elmer, die 205 cm lang was en bijna 200 kg woog, liet Franke alle hoeken van de ring zien (en erbuiten), maar verloor uiteindelijk toch van hem.
In mei 1986 opende Franke, als onderdeel van een verhaallijn, samen met manager Jimmy Hart de "Flower Shop" ter vervanging van het tijdelijk stilgelegde programma Piper's Pit. Deze setting was onderdeel van een wekelijks worstelevenement, met iedere week een interview. Franke veranderde dit in een soort bloemenzaakje waarin worstelaars even hun woordje kwijt konden. Meestal waren dit worstelaars die gezien werden als "heels" (slechteriken). Soms kwam een worstelaar verhaal halen en werd de set van de Flower Shop verbouwd of werden Jimmy Hart of Franke aangevallen. Rowdy Roddy Piper sloopte de set en blesseerde de schouder van Franke met een loopkruk, waarna er bij het evenement WrestleMania III een Hair-to-Hair Match plaatsvond. Van de verliezer zou zijn haar worden 'geknipt'. Piper won de wedstrijd met hulp van Brutus "the Barber" Beefcake en werd geconfronteerd met zijn nieuwe kapsel, omdat Piper een spiegel voor zijn neus hield. Er waren grote stukken uit zijn haar geknipt, met een heggenschaar, waarna Franke woedend tekeer ging.
Ook kwam Franke soms met "zuurstof" (uit New York) naar de ring. Dit hoorde bij zijn gimmick of de rol die hij speelde. Dit was gewoon lucht uit New York in een soort zuurstofmaskertje dat Franke symbolisch extra kracht gaf. Franke verpestte in 1986 ook de wedstrijd tussen "mr. Wonderful" Paul Orndorff, die overgestapt was naar de "slechteriken", en Hulk Hogan, de toen regerende Wereldkampioen zwaargewicht, door als vrouw verkleed in het publiek te zitten, de ring in te gaan en Hogan met een klapstoel te slaan, wat Franke een paar flinke klappen opleverde en waardoor Hulk Hogan zijn revanche op Paul Orndorff niet kon afmaken. In het publiek waren er mensen die dachten dat Hulk Hogan een vrouw te lijf ging.
Franke werd steeds corpulenter (hij woog in het begin van zijn carrière zo'n 110-115 kg), hij woog rond 1984 ongeveer 125 kg, tijdens WrestleMania 2 al bijna 140 kg en later zo'n 150+ kg (330 lb), , waarna hij op het matje werd geroepen om af te vallen. Inmiddels had Franke zijn originele zwarte haarkleur weer terug en later schoor hij zichzelf helemaal kaal.

## In worstelen
- Finishers
  - Goodnight, Irene (Sleeper hold)
  - DDT

- Signature moves
  - Diving shoulder block
  - Knee drop

- Managers
  - Bobby Heenan
  - Freddie Blassie
  - Jimmy Hart
  - Paul Heyman
  - Sir Oliver Humperdink

## Kampioenschappen en prestaties
- American Wrestling Association
  - AWA World Tag Team Championship (1 keer met Jesse Ventura)

- NWA Hollywood Wrestling
  - NWA Americas Heavyweight Championship (1 keer)
  - NWA Americas Tag Team Championship (2 keer; 1 keer met Black Gordman en 1 keer met Roddy Piper)

- Pacific Northwest Wrestling
  - NWA Pacific Northwest Tag Team Championship (1 keer met Ron Starr)

- Pro Wrestling Illustrated
  - PWI Editor's Award (1988) tied with Bruiser Brody

- Southwest Championship Wrestling
  - SCW Southwest Heavyweight Championship (1 keer)
  - SCW World Heavyweight Championship (1 keer)

- World Wrestling Federation
  - WWF Tag Team Championship (1 keer met Dick Murdoch)

- Wrestling Observer Newsletter awards
  - Most Embarrassing Wrestler (1986)
  - Most Improved Wrestler (1981)
  - Most Underrated Wrestler (1982)
  - Worst Gimmick (1986, 1987)

## Privé
Franke was getrouwd en had twee kinderen.

## Overlijden
Franke overleed op 33-jarige leeftijd door een ongeval. Samen met een aantal andere worstelaars reed hij in een busje, waarbij de bestuurder een rendier raakte. Hij werd begraven in Greenlawn Memorial Park in Bakersfield.